# Hynek Hlasivec
Ing. Hynek Hlasivec (29. ledna 1926 Praha – 11. července 2011 Praha) byl český stavbař, mostař, dlouholetý starosta Sokola Spořilov a horolezec.

## Život
V roce 1950 absolvoval obor vodohospodářských staveb na Fakultě inženýrského stavitelství ČVUT v Praze. V letech 1950–1952 byl na praxi u Československých stavebních závodů a v roce 1952 se stal pracovníkem společnosti Stavby silnic a železnic (nyní Eurovia CS), kde působil po celou profesionální kariéru až do roku 1998. Podílel se především na vývoji a zavádění nových technologií výstavby betonových mostů. Od roku 1971 byl vedoucím odboru, později vedoucím správy technického vývoje SSŽ; v této funkci působil 25 let, a až do odchodu do důchodu v roce 1998 ještě pracoval jako výzkumný a vývojový pracovník. Pod jeho vedením byly úspěšně připravovány a zaváděny do praxe moderní technologie výstavby betonových mostů, jejich částí, vybavení a technologií (ve spolupráci se Závodem 2 – Mosty a různými projekčními kancelářemi).
Byl zakladatelem horolezeckého oddílu Sokol Spořilov, instruktorem horolezeckého dorostu a dlouholetým starostou (od konce 60. let) Sokola Spořilov.
Je otcem dvou synů, kteří oba pracují ve stejném oboru.

## Dílo

### Most přes Labe v Pardubicích
Roku 1957 byl jmenován hlavním stavbyvedoucím na stavbě mostu přes Labe v Pardubicích (původně most ČSSP, v roce 1990 přejmenován na most Pavla Wonky).
- První velký most z monolitického předpjatého betonu v Československu, o třech polích s rozpětími 50 + 70 + 50 m, celkovou šířkou mezi zábradlím 24 m a šikmostí 60°.
- Postup výstavby kombinací letmé betonáže od pilířů, s 30 m dlouhými doplňujícími částmi v jednotlivých polích, vše prováděno na skruži. Podélné předpětí představují jednak zainjektované kabely v betonu, jednak volné kabely uspořádané po dvojicích v komorách. Požadovaný beton B 540, tehdy běžný u prefabrikátů, se zde podařilo realizovat i u monolitů.
- Nutnost řešit i několikakilometrový úsek silnice, městské komunikace, kanalizace, úpravy řečiště Labe, demolice stávající městské zástavby a provoz vlastního lomu. Speciální práce – přestěhování pomníku vynálezců pluhu bratranců Veverkových.
- U mostu bylo nutno použít zcela novou technologií provádění nosné konstrukce. Veškeré technické problémy bylo nutno řešit přímo na stavbě, což vyžadovalo rychlá inženýrská řešení i odpovídající odvahu pro jejich provedení.

### Mosty přes Vltavu a Otavu na Zvíkovském Podhradí
Roku 1962 jmenován hlavním stavbyvedoucím mostů přes Vltavu a Otavu na Zvíkovském Podhradí. Oba mosty jsou stejné konstrukce – mají shodnou délku (252 m včetně nájezdových částí) a shodnou vzdálenost mezi všemi opěrnými pilíři (48 m).
- Při výstavbě použit postup letmé betonáže. Oba mosty mají čtyři pole o rozpětích 41,65 + 2 × 84 + 41,65 m, krajní pole byla betonována na skruži, s výjimkou posledního na Vltavě,které bylo, jako všechna vnitřní pole, betonováno letmo.
- Na vyřešení technologie letmé betonáže obou mostů se podílel celý tým pracovníků SSŽ a další odborníci: projektant Dr. Ing. Vilém Možíš, technolog předpínací techniky Ing. Jindřich Horel, vedoucí vývoje Ing. Jan Vítek, DrSc., a jeden z prvních průkopníků předpjatého betonu Ing. Antonín Bitzan. Výsledek jejich tvůrčí činnosti byl oceněn udělením státní ceny v roce 1963.
- Přestože tyto první velké mosty z předpjatého betonu byly též postiženy celosvětovým problémem podcenění účinku dotvarování betonu a růstem průhybů, byly úspěšně opraveny a slouží dál, na rozdíl od řady podobných mostů v jiných zemích.

### Most přes Nuselské údolí
Roku 1967 jmenován hlavním stavbyvedoucím Nuselského mostu. Projektem mostu pověřen PÚDIS Praha Ing. Vojtěch Michálek, CSc. a výstavbou SSŽ Závod 2.
- Mimořádná konstrukce jednokomorového mostu, s pojížděnou horní i dolní deskou, který je dodnes unikátem ve světovém mostním stavitelství, v ČR titul „Most století“.
- Stavba vyžadovala mimořádné úsilí jak ze strany projektu, tak zejména při realizaci. Kromě náročného organizačního i technického zajišťování výstavby. Hynek Hlasivec byl iniciátorem některých významných technologických opatření pro předpjatý beton. Bylo to např. vytvoření usměrněných kabelů ze svazků 24 patentovaných drátů P 7 mm i návrh jejich dočasné protikorozní ochrany, což oboje výrazně přispělo ke zvýšení trvanlivosti předpínací výztuže a životnosti konstrukce mostu.
- Most byl konstrukčně dokončen již v roce 1970, a stal se symbolem úspěšného zakotvení předpjatého betonu v československém mostním stavitelství. Provoz na mostě zahájen 22. 2. 1973.

### Most v Římově, most přes Jordán v Táboře
- Most v Římově – postupné vysouvání s pylonem, řízené laserem, tzv. Kozákův most[3]
- Zavěšený most přes Jordán v Táboře, (projektován Ing. Pavlem Cieslarem) – první most tohoto typu v Československu, tzv. Harfový most
- Další nové technologie výstavby objektů pro dopravní stavby, protlačování železničním náspem v případě silnice I/10 u Brandýsa nad Labem, nebo pouze zasouvání, jako objekty na silnici I/7 u Postoloprt. Tato technologie byla uplatněna i při úspěšných přesunech celých objektů, např. kaple v Rakousku.

### Podíl na vývoji technologií
- Lávka přes Sázavu ve Hvězdonicích - první monolitický předpjatý betonový pás na českém území
- Řešení jednotlivých technologických problémů bylo i u Barrandovského mostu přes Vltavu v Praze, podle projektu PÚDIS Praha.
- Racionalizační úpravy stávajících typů montovaných objektů z betonových dílců, požadovaných a propagovaných obecně v té době. Navrženy některé nové, např. montované pilíře. Z hlediska dlouhodobé trvanlivosti se osvědčil nový typ předem předpjatého nosníku průřezu T – Tauros, osazený na mostě u Tuřic na silnici I/10, pro jeden jízdní směr.
- Vývoj speciálních montážních a manipulačních zařízení pro segmentovou technologii a postupné vysouvání. Racionalizace betonářských prací, zavedení první mechanické spojky betonářské výztuže, velkoplošného bednění apod.
- Trvalá pozornost věnována předpínací výztuži, systémům kotvení a stykování pro předpínací výztuž, tyčovou i kabelovou.
- Novátorské řešení závěsů z ocelových předpínacích lan, jak konstrukčně tak technologicky, při jejich provádění na stavbě.

## Ocenění za zásluhy o rozvoj předpjatého betonu a mostního stavitelství
- 1963 – Státní cena (za úspěšné zavedení letmé betonáže pro výstavbu mostů)
- 1998 – Mimořádné uznání za celoživotní práci a aktivitu v oboru mosty v roce 1998
- 1999 – uděleni čestného členství České betonářské společnosti